# Stefan Rahl

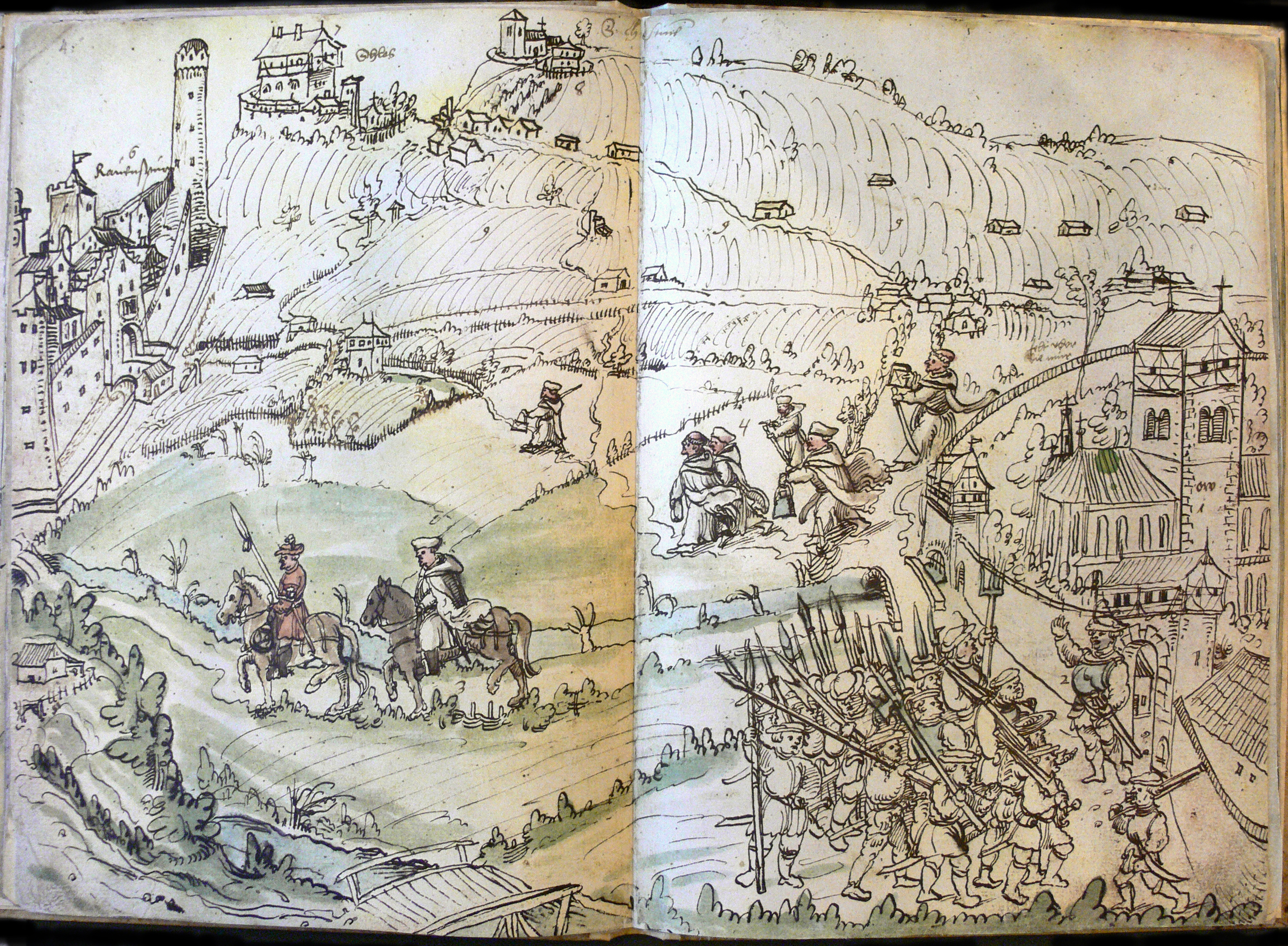
Stefan Rahl hält eine Rede an die Bauern vor den Toren des Klosters Weißenau, während Abt und Mönche flüchten

Stefan Rahl war der Anführer der Bauern des Klosters Weißenau im Deutschen Bauernkrieg von 1524/25. Rahl bewog die Bauern der Umgebung dazu, sich dem Seehaufen anzuschließen.

## Leben
Stefan Rahl war Pächter des Hof Herbisreute und zählte zu den vermögendsten Untertanen Weißenaus. Zudem hatte er rhetorisches Talent, was ihn zur Rolle als Protagonist des Aufstands von 1525 prädestinierte. Neben dem Hauptmann des Altdorfer Feldes, Urban Hermann, galt er als der wirkmächtigste Bauernführer der Untertanen des Kloster Weißenaus.
Dorthin zog er mit den Mitgliedern des Haufens im März 1525. Vor den Toren des Klosters hielt er eine Rede an die Bauern, in der er den Abt unter anderem dazu aufforderte, sich der Reformation anzuschließen. Das Kloster wurde geplündert und die Mönche flüchteten nach Ravensburg. Abt Jacob Murer, der die Szene später in seiner Bauernkriegschronik dokumentierte, schrieb: „Was er redete gefiel den Bauern, hielten ihn für einen Herrgott“.
Am 16. April 1525, kurz vor dem Abschluss des Weingartener Vertrags, wurde sein Hof niedergebrannt. Dabei kam eines seiner Kinder ums Leben. Später wurde der Hof wiederaufgebaut. Entsprechend den Bestimmungen des Vertrags blieb er straflos und konnte nach dem Bauernkrieg weiter seinen Hof bewirtschaften.

## Namensgebungen
Der Rahlenhof südwestlich von Ravensburg trägt noch heute den Namen Rahls. 2008 wurde im Rahmen der Zusammenlegung der Hauptschulen Obereschach und Oberzell (Stadt Ravensburg) die Grundschule in Obereschach in Stefan-Rahl-Schule umbenannt. In Weingarten ist die Stefan-Rahl-Straße nach ihm benannt.